# طاهر بن عمر سنبل
محمد طاهر بن عمر بن عبد المحسن سنبل (1829 - 5 سبتمبر 1924) (1245 - 6 صفر 1343 ) طبيب حجازي. ولد في مكة في عائلة متدينة ونشأ بها وحفظ القرآن مجودًا وعندما أتمه وبلغ من العمر إثني عشره سنة، هاجر والده إلى المدينة والتحق بحلقات العلماء والمدرسيين بالمسجد النبوي وتتلمذ على كبار علمائه وأجاد العلوم الدينية والعربية. ثم عني بالطب اليوناني وأسس أول معمل طبي في الحجاز بمنزله وقام بصناعة بعض الأدوية وتحضيرها وأسس أيضًا مدرسة في المدينة ومنزلاً لتعليم القرآن. عرف بـالحكيم المسند. اهتم بالجمع كتب ونسخ و كان له مكتبة قيمة حول الطب وبها نوادر من المخطوطات ومصنفاته وكان تقوم على رعايتها اخته رحمة سنبل. خرج بعد حصار المدينة في سفر برلك (نفير عام 1914) إلى تركيا وعاد بعد انتهاء الحرب وهدم مكتبته ولم يبق منها شئ من مؤلفاته. توفي في المدينة وعمره 98 عاما.

## نسبه
محمد طاهر بن عمر بن عبد المحسن بن محمد طاهر بن محمد سعيد بن محمد، سنبل العمري المكي المدني. وأسرة آل سنبل هي أسرة حجازية اشتهرت بالعلم بفرعيهما الأصليين المكي والمدني وينتهي نسبها إلى عمر بن الخطاب. 

## سيرته
ولد طاهر بن عمر سنبل في مكة بإيالة الحجاز والحبشة العثمانية سنة 1245 هـ/ 1829 م ونشأ بها تحت رعاية أسرته وحفظ القرآن مجودًا وعندما أتمه وبلغ من العمر إثنى عشره سنة، هاجر والده إلى المدينة المنورة.

### دراسته
التحق طاهر بن عمر في المدينة بحلقات العلماء والمدرسيين بالمسجد النبوي وتتلمذ على كبار علمائه وأجاد العلوم الدينية والعربية . كان له اهتمام بعلوم الرياضيات والحساب والهندسة‌ أيضًا، فتلعم الطب ودرس على رفاقت علي وحبيب الرحمن حتى أصبح من علماء عصره وبلغت شهرته وتميز بين أقرانه وكان يجيد التركية والفارسية والأردية. 

### مهنته الطبيّة
لقد عنى بالطب اليوناني القديم فكان من المهرة فيه فشهد له أقرانه بالتفوق وعلاجه لكثير من الحالات المستعصية. فقد جعل بينه ونفسه لعلاج المدنيين فلم تقصر عمله على أهل المدينة فكان يعالج الواردين من جدة ومكة والطائف ومن خارج الحجاز. وكان يلقبت بـالحكيم المسند. 
لقد أنشأء طاهر عمر معملًا طبيًا في منزله الخاص وكان له خدام يساعدونه وكان هذا المعمل والذي يعد مستشفى المدينة في عصره لم يكن له مثيل في السابق. واشتغل طاهر بالصناعة الأدوية والعلاجات فكان يقوم بتحضير الأشربة والأدهنة والمراهم والحبوب وقد اشترى أرض كبرى في خيف الغرابية بمحلة العيون وجعلها بستانًا يزرع فيها الأعشاب الطبيعية ليستخرج منها خلاصة الأدوية الطبية. وكانت مستحضراته تصدر إلى خارج الحجاز أيضًا ويبتاع. عِرَف عنه مساعدة الفقراء وكان يداويهم ويصرف لهم العلاج دون مقابل. 

### أعماله الأخرى
أنتخب رئيسًا للمجلس البلدي فعمل به فترة من الزمن ثم استعفى منه ولم يقبل أي منصب حكومي وتفرغ لعمله الطبي وأنشأ واحد من أشهر الكتاتيب في المدينة وهو يعرف بالسنبلية (كتاب السنبلية) والذي تتلمذ فيه الكثير.فقد أشترى من آل السلمان المدنيين قطعة الأرض بحديقة السمانية والتي تقع شمال شرق المسجد النبوي بباب المجيدي وكانت تعرف قديمًا بالسنبلية وقد كان يعرف بهذا الاسم قبل توسعة المسجد النبوي. وقد أنشأ منزلًا خاصًا يعلم فيه القرآن وخصص له فقيه يعلم الصغار.

لقد كان له مكتبة قيمة مشحونة بالكتب النفيسة حول الطب اليوناني وبها نوادر المخطوطات وكانت تقوم على رعايتها وإدرارتها اخته رحمة سنبل (رحمة سنبلية‌) وعندما حوصرت المدينة (سفر برلك (نفير عام 1914)) وقامت الحرب العالمية الأولى كان طاهر وذويه من الذين خرجوا وهاجروا إلى تركيا حتى عاد بعد انتهاء الحرب وحال عودته، فوجيء أن مكتبة قد نهبت. كان هو حسن الخط، وهو من أهل المدينة الذين سجنوا في القلعة بالطائف في عصر علي باشا. 

وكان طاهر بن عمر يقرأ القرآن ويجوده مرتلًا على طريقة الحجازية بصوت شجي.

## وفاته
توفي طاهر بن عمر سنبل في 6 صفر 1343 / 5 سبتمبر 1924 بمرض لم يمهله طويلًا عن عمر يناهز 95 عامًا، في المدينة المنورة بمملكة الحجاز. 

## حياته الشخصية
أعقب عدة أبناء منهم محمد وعليم ومحمد صالح وأسعد وابنته هي عائشة. 